# For the Soul of Rafael
For the Soul of Rafael è un film muto del 1920 diretto da Harry Garson e prodotto dalla Garson Studios, la compagnia dello stesso regista. La sceneggiatura di Dorothy Yost adattata da Charles E. Whittaker si basa sull'omonimo romanzo di Marah Ellis Ryan, pubblicato a Chicago nel 1906.

## Trama
Nella vecchia California, Marta Estevan sta per lasciare il convento dove è stata cresciuta, quando la sua tutrice, dona Luisa Artega, combina il suo matrimonio con il proprio figlio Rafael. Nei propositi di dona Luisa, il motivo di quella unione è la speranza che la natura dolce e mite di Marta possa ammansire quella selvaggia di Rafael. Una notte, però, Marta salva l'americano Keith Bryton da alcuni indiani che hanno cercato di rapirlo. I due si innamorano e dona Luisa, nel disperato tentativo di dividerli prima che le cose si facciano più serie, inganna Bryton facendogli credere che Marta è entrata in convento. A Marta, invece, dice che l'uomo è morto. In lutto, la giovane sposa Rafael. A dona Luisa, che giace sul suo letto di morte, Marta promette che farà di tutto per redimerle il figlio. Bryton ritorna, ma Marta rimane fedele alla parola data. Rafael, però, non perde le sue pessime abitudini: mentre sta fuggendo con un'altra donna, si trova ad avere uno scontro con un bandito, El Capitan, che lo uccide. Ora Marta è libera di sposare l'uomo amato.

## Produzione
Il film fu prodotto dalla Garson Studios. Diversi storici ed esperti tecnici vennero impiegati come consulenti per la realizzazione del film che ricostruiva la vita e i costumi dei primi californiani. Molte scene vennero girate in California, negli stessi luoghi che venivano citati nel romanzo, incluse alcune missioni. Al film parteciparono duecento indiani provenienti dalle riserve Soboba, Pima e Cocopah vicine a Los Angeles.

## Distribuzione
Il copyright del film, richiesto dalla Equity, fu registrato il 18 aprile 1920 con il numero LP15164.

Distribuito dalla Equity Pictures Corporation, il film uscì nelle sale statunitensi nel maggio 1920 dopo essere stato presentato in prima a Los Angeles il 1º aprile 1920. In Francia, il film prese il titolo Pour l'âme de Raphaël.
Copia completa della pellicola si trova conservata negli archivi della Cinémathèque française di Parigi.